# NGC 5778
NGC 5778 (другие обозначения — NGC 5825, DRCG 31-35, UGC 9590, VV 766, MCG 3-38-50, NPM1G +18.0429, ZWG 105.66, PGC 53279) — эллиптическая галактика (E) в созвездии Волопас.
Этот объект занесён в новый общий каталог несколько раз, с обозначениями NGC 5778, NGC 5825.
Этот объект входит в число перечисленных в оригинальной редакции «Нового общего каталога».